# 錢德勒鎮區 (北達科他州亞當斯縣)
錢德勒鎮區（英語：Chandler Township）是位於美國北達科他州亞當斯縣的一個鎮區。

## 地方資料
錢德勒鎮區的面積為93.30平方千米，當中陸地面積為93.26平方千米，而水域面積為0.04平方千米。根據2010年美國人口普查的數據，當地共有人口13人，而人口密度為每平方千米0.14人。